# Hội nghị thượng đỉnh G7 lần thứ 44
Hội nghị thượng đỉnh G7 lần thứ 44 được tổ chức vào ngày 8-9 tháng 9 năm 2018 tại La Malbaie, Québec, Canada. Đây là lần thứ sáu kể từ năm 1981 rằng Canada đã tổ chức các cuộc họp.
Vào tháng 3 năm 2014, Nhóm các nhà lãnh đạo của Bảy nước (G7) - Canada, Pháp, Đức, Ý, Nhật Bản, Vương quốc Anh và Hoa Kỳ đã tuyên bố rằng một cuộc thảo luận có ý nghĩa hiện tại không thể thực hiện được với Nga trong bối cảnh G8. Kể từ đó, các cuộc họp đã tiếp tục trong quá trình G7. Vào ngày đầu tiên của hội nghị thượng đỉnh, Hoa Kỳ tuyên bố sẽ thúc đẩy sự phục hồi của Nga. Ý cũng yêu cầu khôi phục lại G8 ngay sau đó.
Hội nghị đã nhận được nhiều sự chú ý do sự suy giảm đáng kể quan hệ của các thành viên với Hoa Kỳ. Do đó, hội nghị thượng đỉnh được gọi là "G6 + 1" của Pháp và một số thành viên của giới truyền thông, biểu thị "sự cô lập của Hoa Kỳ" do các sự kiện gần đây.

## Đề tài

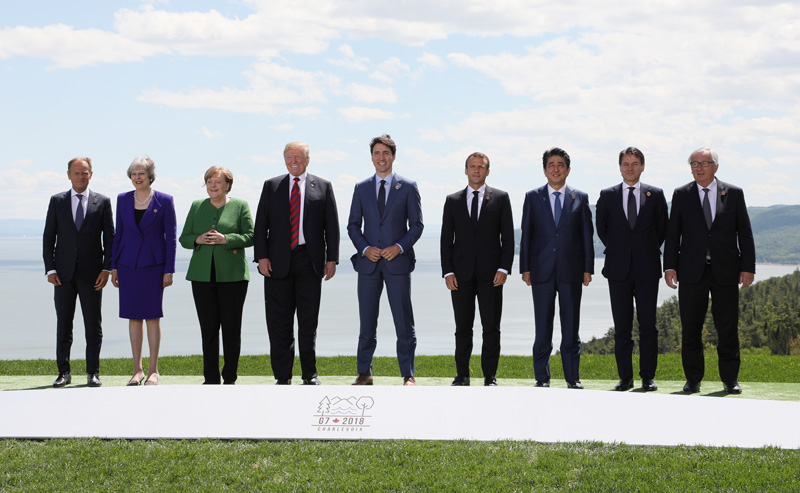
Ảnh chụp các lãnh đạo tham dự, 8 tháng 6.

- Chính sách "bế môn tỏa cảng" của Trump với thuế trừng phạt hay là cán cân thương mại so với thặng dư thương mại của từng quốc gia trong thương mại thế giới với mức tăng trưởng cho tất cả?
- Đòi hỏi Bắc Triều Tiên loại bỏ các chương trình của mình về vũ khí hủy diệt hàng loạt và tên lửa đạn đạo "hoàn toàn, đáng tin cậy và không thể đảo ngược"
- Cùng đồng ý rằng chương trình hạt nhân của Iran vẫn trong cơ sở hòa bình, theo cam kết quốc tế, không bao giờ nỗ lực, phát triển hoặc mua vũ khí hạt nhân và Iran ngừng tài trợ cho các nhóm khủng bố.
- Thêm phụ nữ ở các vị trí quản lý? (Bình đẳng giới tính)
- Thêm chất thải nhựa xuống các đại dương hoặc đại dương sạch với bảo vệ biển và tái chế nhựa? (ngày hội nghị thượng đỉnh thứ hai). Tuy nhiên, Hoa Kỳ và Nhật Bản đã đồng ý không đảm bảo khả năng tái chế hoàn toàn của nhựa vào năm 2030.[9][10]

## Lãnh đạo tham dự hội nghị

### Tham dự hội nghị
| Các thành viên G7 Nước chủ nhà và lãnh đạo được bôi đậm. |                   |                     |                   |
| Thành viên                                               | Thành viên        | Đại diện bởi        | Chức vụ           |
| Canada                                                   | Canada            | Justin Trudeau      | Thủ tướng         |
| Pháp                                                     | Pháp              | Emmanuel Macron     | Tổng thống        |
| Đức                                                      | Đức               | Angela Merkel       | Thủ tướng         |
| Ý                                                        | Ý                 | Giuseppe Conte      | Thủ tướng         |
| Nhật Bản                                                 | Nhật Bản          | Shinzō Abe          | Thủ tướng         |
| Vương quốc Liên hiệp Anh và Bắc Ireland                  | Anh quốc          | Theresa May         | Thủ tướng         |
| Hoa Kỳ                                                   | Hoa Kỳ            | Donald Trump        | Tổng thống        |
| Liên minh châu Âu                                        | Liên minh châu Âu | Jean-Claude Juncker | Chủ tịch Hội đồng |
| Liên minh châu Âu                                        | Liên minh châu Âu | Donald Tusk         | Chủ tịch Hội đồng |

### Khách mời
Các vị lãnh đạo sau đây được mời đến kỳ họp Outreach Session của Hội nghị thượng đỉnh G7.

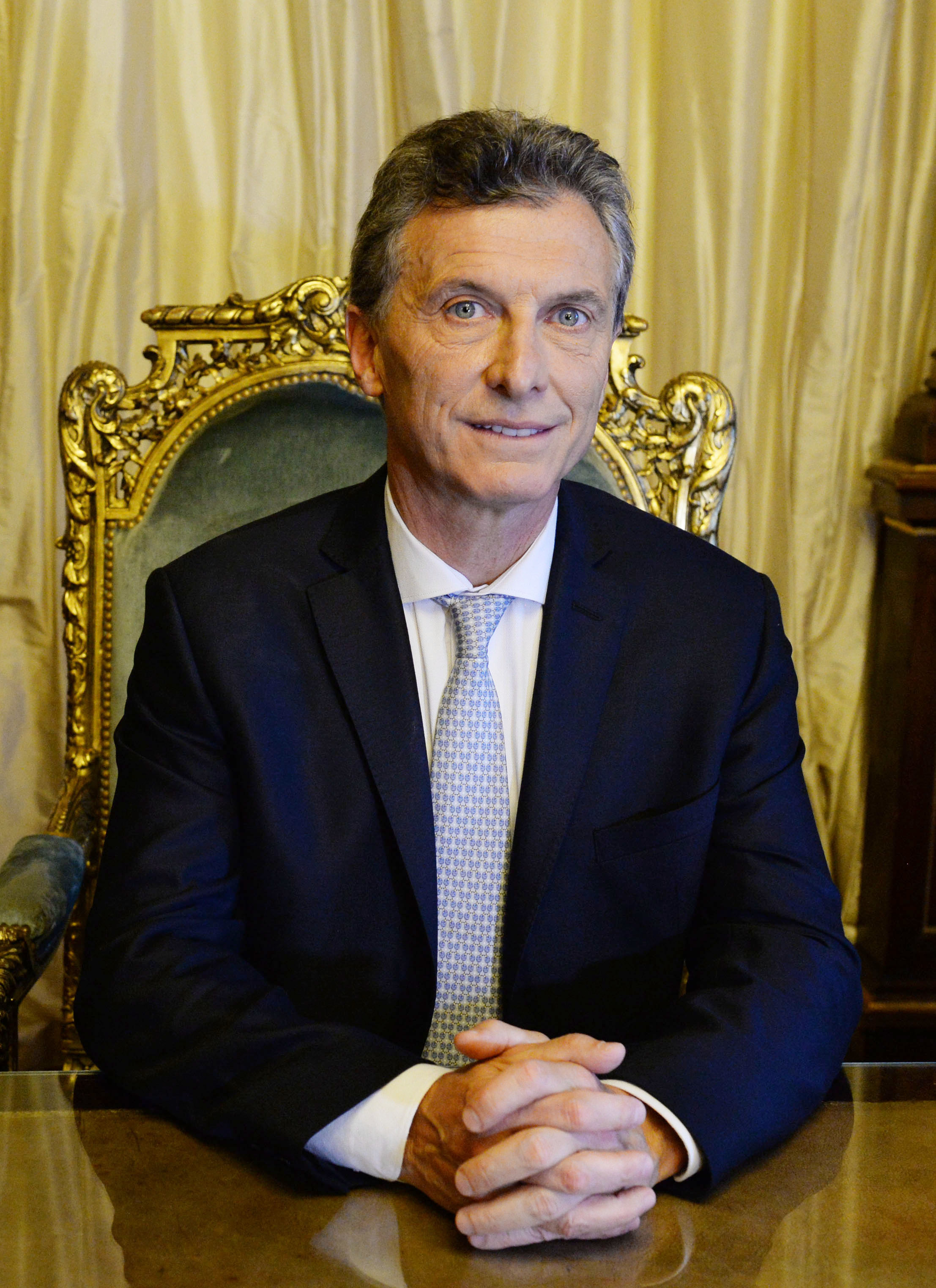
Argentina Mauricio Macri, Tổng thống kiêm Chủ tịch G20
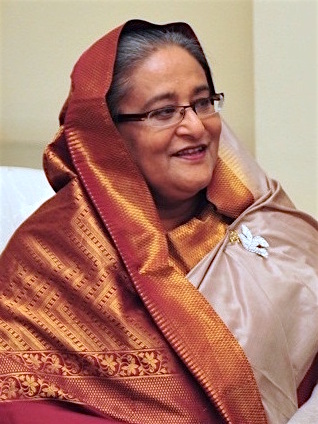
Bangladesh Sheikh Hasina, Thủ tướng
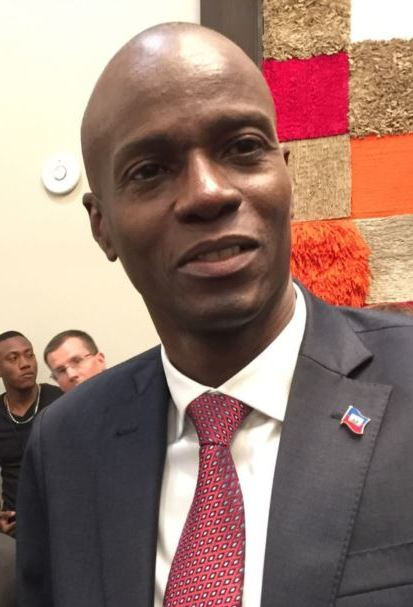
Haiti Jovenel Moïse, Tổng thống kiêm Chủ tịch CARICOM
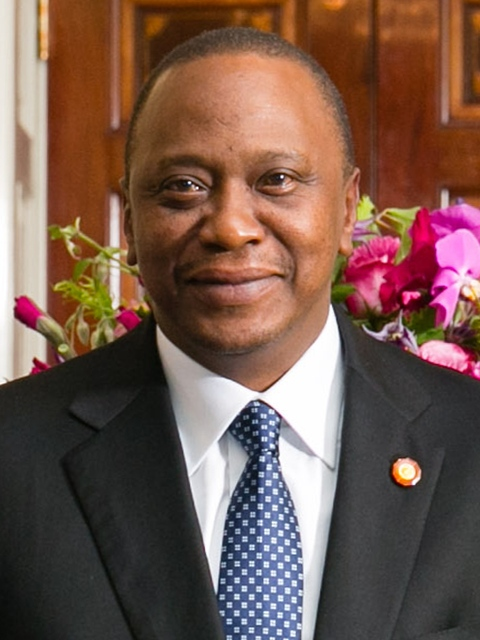
Kenya Uhuru Kenyatta, Tổng thống
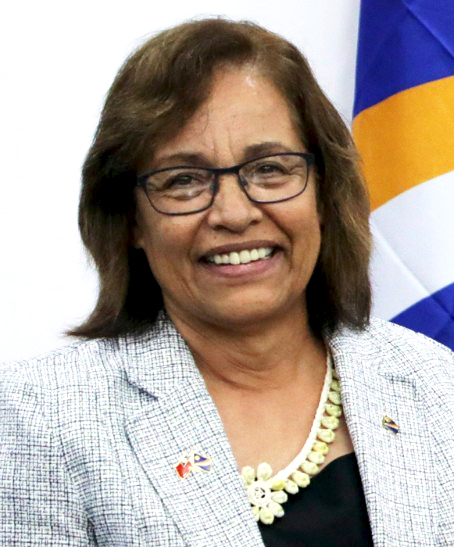
Quần đảo Marshall Hilda Heine, Tổng thống
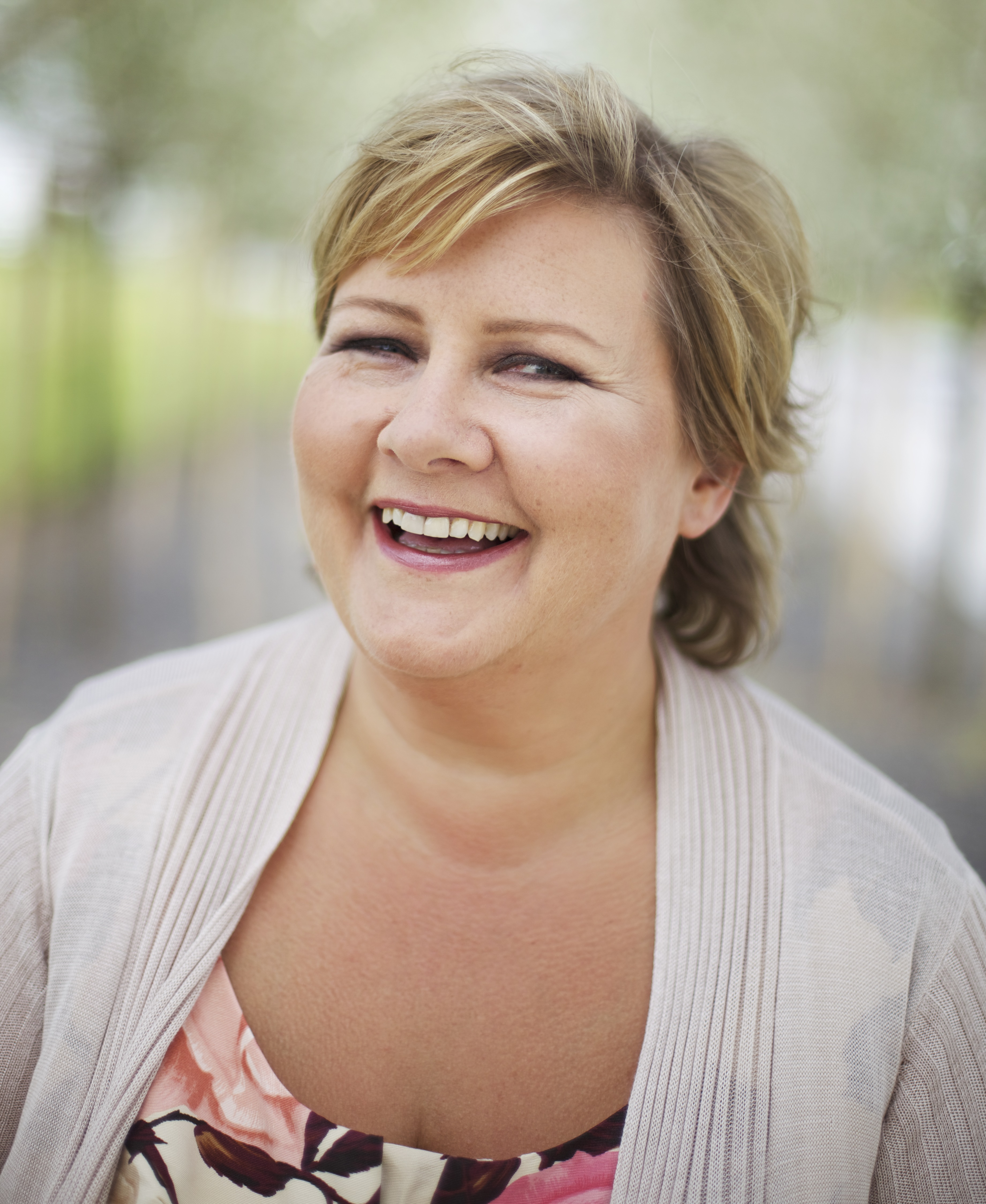
Na Uy Erna Solberg, Thủ tướng
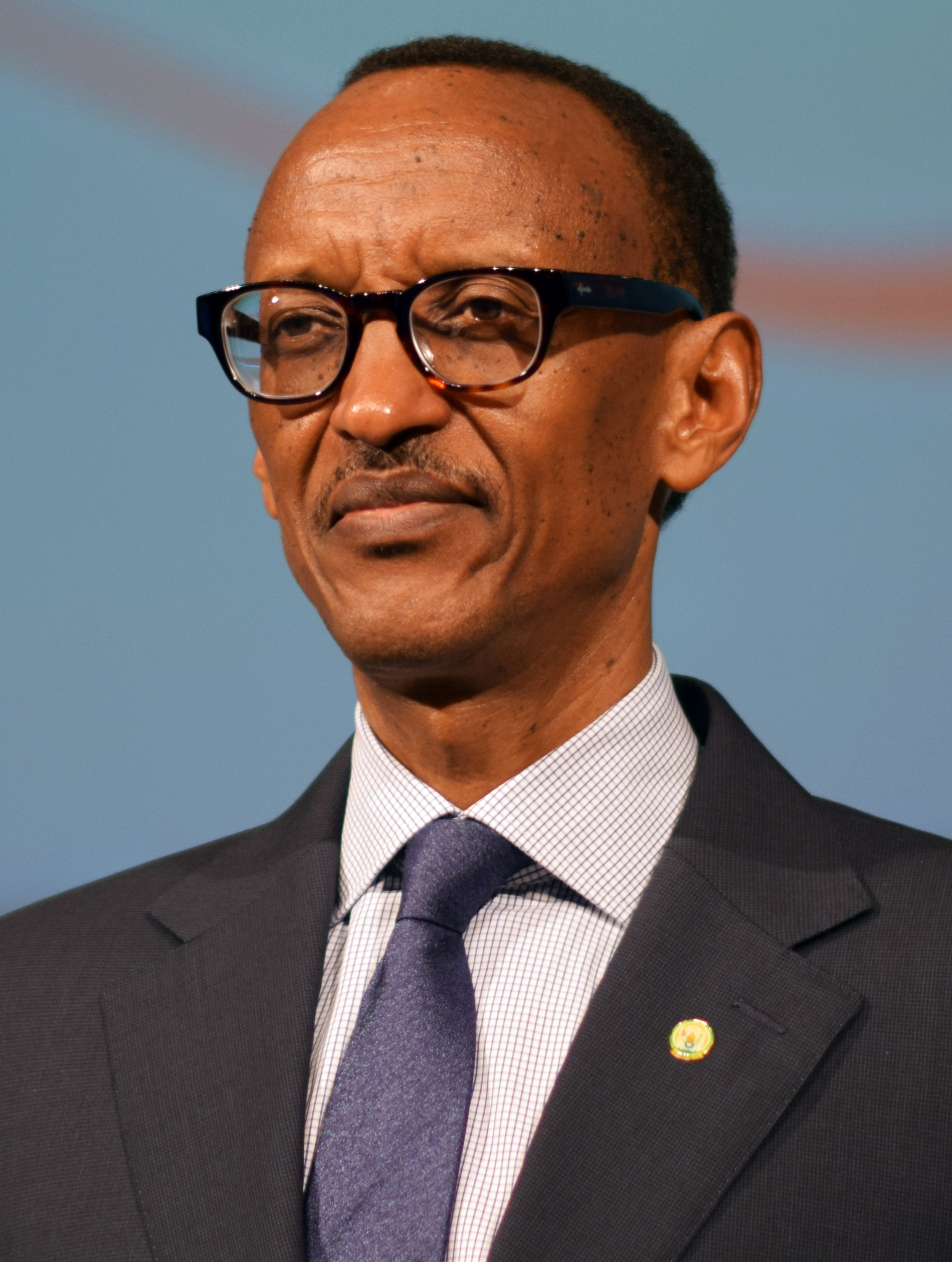
Rwanda Paul Kagame, Tổng thống kiêm Chủ tịch Liên minh châu Phi
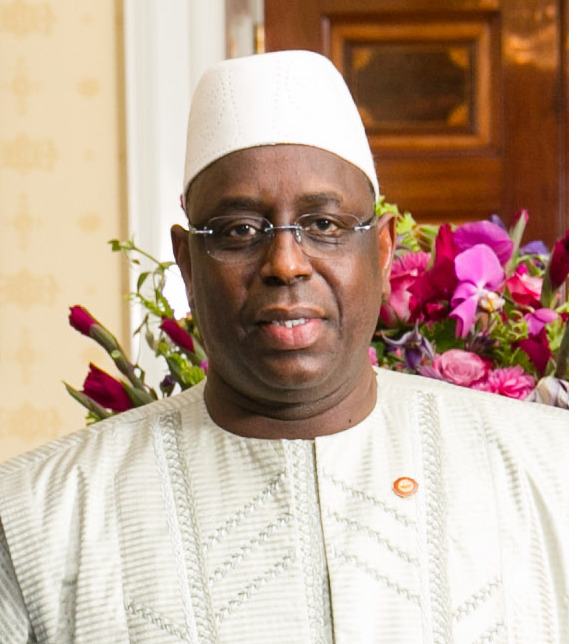
Senegal Macky Sall, Tổng thống
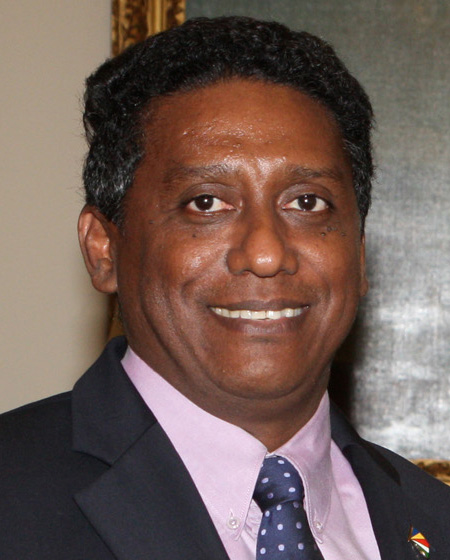
Seychelles Danny Faure, Tổng thống
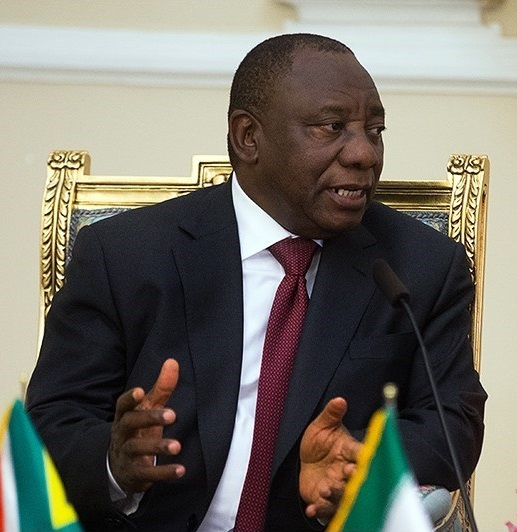
Nam Phi Cyril Ramaphosa, Tổng thống
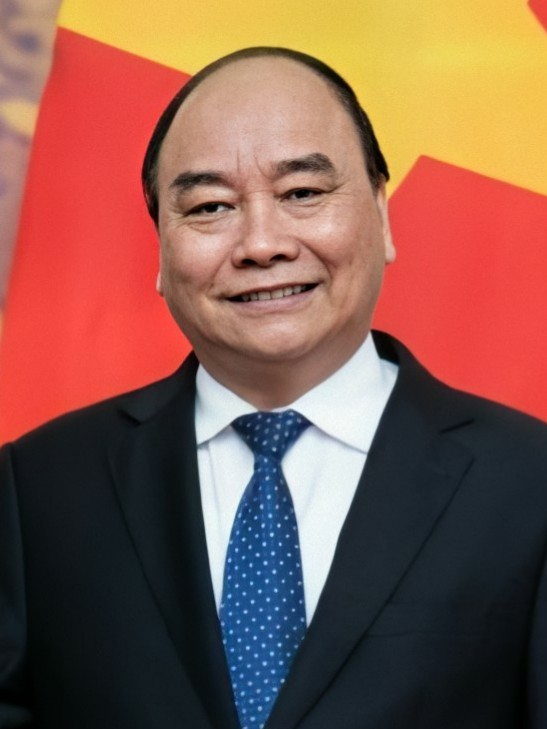
Việt Nam Nguyễn Xuân Phúc, Thủ tướng

## Tranh cãi với Donald Trump

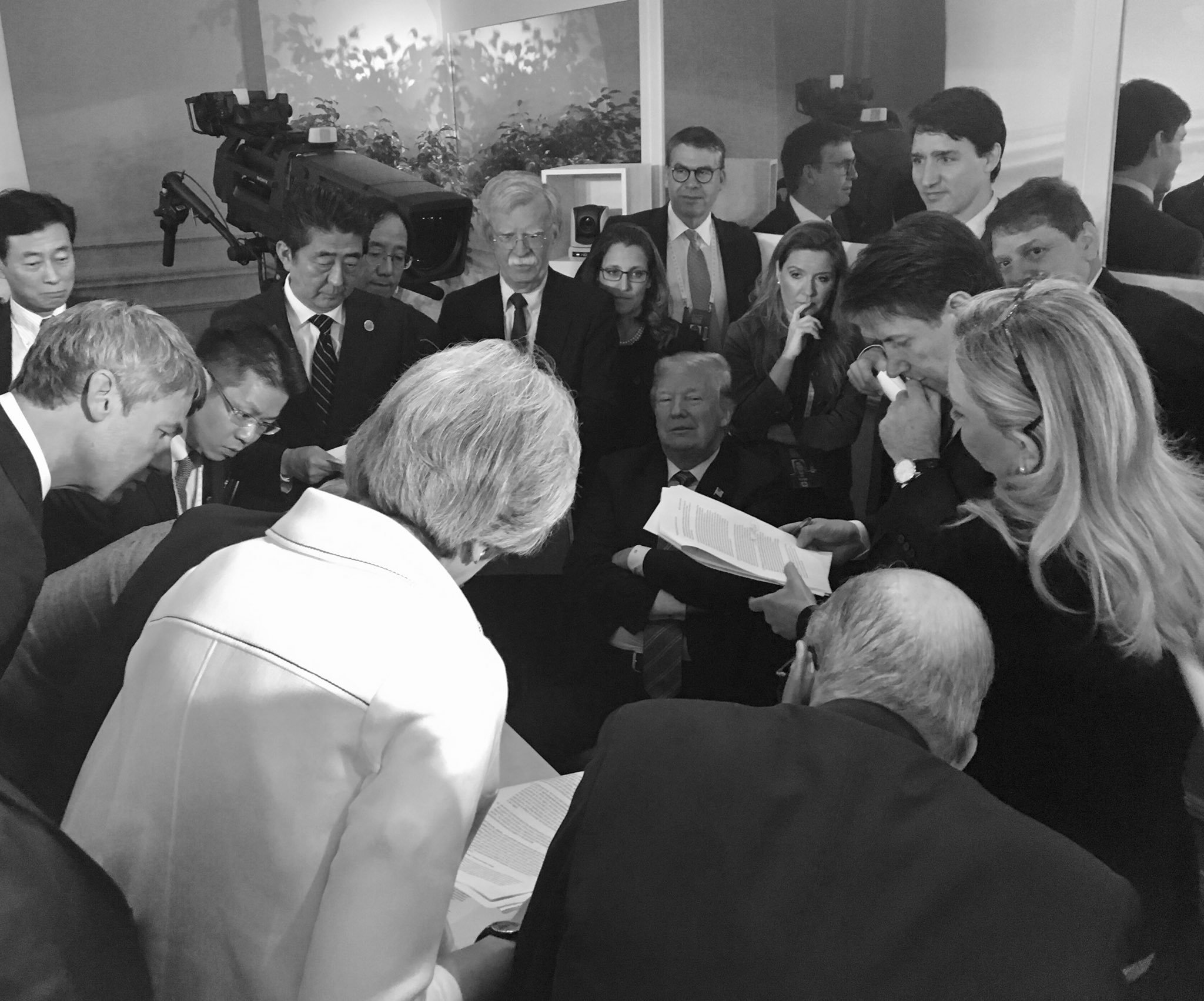
Đàm phán với các nhà lãnh đạo Trump và G7.

Hội nghị thượng đỉnh được gọi là "G6 + 1" bởi chính phủ Pháp và các nhà bình luận chính trị. Điều này dẫn đến việc Hoa Kỳ rút khỏi Kế hoạch hành động toàn diện và từ Hiệp định Paris, chủ nghĩa bảo hộ của Mỹ, và các tranh chấp liên quan đến thương mại giữa Trump và Tổng thống Pháp Emmanuel Macron và Thủ tướng Canada Justin Trudeau.
Trump rời hội nghị sớm để đi du lịch đến Singapore trong một cuộc hội nghị sắp tới với lãnh đạo Bắc Triều Tiên Kim Jong-un. Vào ngày 9 tháng 6 năm 2018, ông đã tweet rằng ông đã chỉ thị cho các đại diện của Hoa Kỳ không tán thành sự cộng sản và chỉ trích các phát biểu của Justin Trudeau tại một cuộc họp báo sau cuộc họp, gọi ông là "dịu dàng và nhẹ nhàng" và "không trung thực và yếu đuối".